# リンディスファーンの福音書

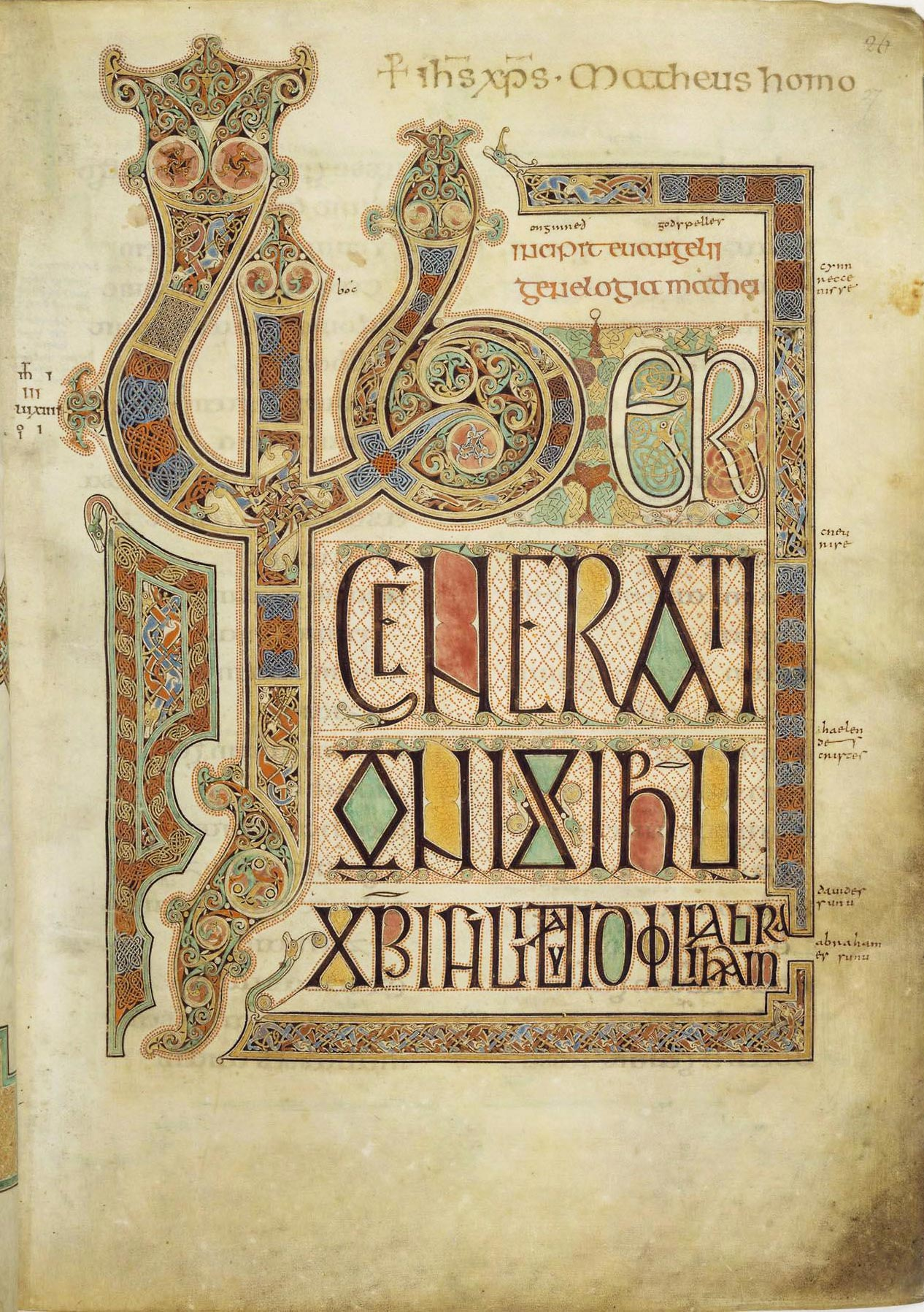
『リンディスファーンの福音書』より、マタイによる福音書の序頁(27判右頁)

リンディスファーンの福音書（リンディスファーンのふくいんしょ、The Lindisfarne Gospels）は、マタイ、マルコ、ルカ、ヨハネによる福音書から成る手書きのラテン語装飾写本である。ノーサンブリアの聖域であったリンデスファーン修道院で7世紀末から8世紀初頭にかけて製作され、リンディスファーン司教座がダラムに移転した後は同地に長年保管されていた。『ヒベルノサクソンアート』もしくは『インシュラーアート』と呼ばれるアングロサクソン様式とケルト様式が融合した英国特有の宗教芸術における最高傑作の1つと見なされている。「ダロウの書」、「ケルズの書」とともに三大ケルト装飾写本のひとつとされている。
現存する原本の保存状態が約1300年前に製作された写本としては他に例を見ないほど良好であることで知られ、8世紀当時に施されていた装丁は長い歴史の中で失われたものの、テキスト本体の部分は製作当時の完全な状態が保たれたまま今日まで至っている。現在原本は大英図書館が所蔵しているが、ダラム大聖堂の保管所には福音書の複写版が保管されており、聖堂の訪問者はそれを閲覧することができる。

## 歴史
リンディスファーンの福音書は698年にリンディスファーン司教となり721年に亡くなった修道僧イードフリスによって筆写・装飾が行われ、エシルワルドが製本したと伝えられている。今日の研究では製作年代は715年頃で、聖カスバートのチェルター・ル・ストリートへの移葬を記念して作られたと考えられている。福音書は挿絵や装飾がふんだんに施されたインシュラー体で書かれており、8世紀当時は宝石と貴金属に覆われた上質な革で装丁されていた。リンデスファーンにバイキングが上陸した時期にその装丁は失われ、1852年に製本し直された。
10世紀にこの福音書の古英語訳がなされた。チェスター・ル・ストリートの主席司祭アルドレッドによってラテン語の行間に逐語的な注釈がつけられたのである。。これが英国初の英訳福音書となった。福音書はヘンリー8世の命令による修道院の解散時にダラム大聖堂から持ち出され、17世紀初頭に英国議会の書記官、トーマス・ウォーカーからロバート・コットンの手に渡り、18世紀には大英博物館に納められ、さらにそこからロンドンの大英図書館に移された。

## 装飾技法

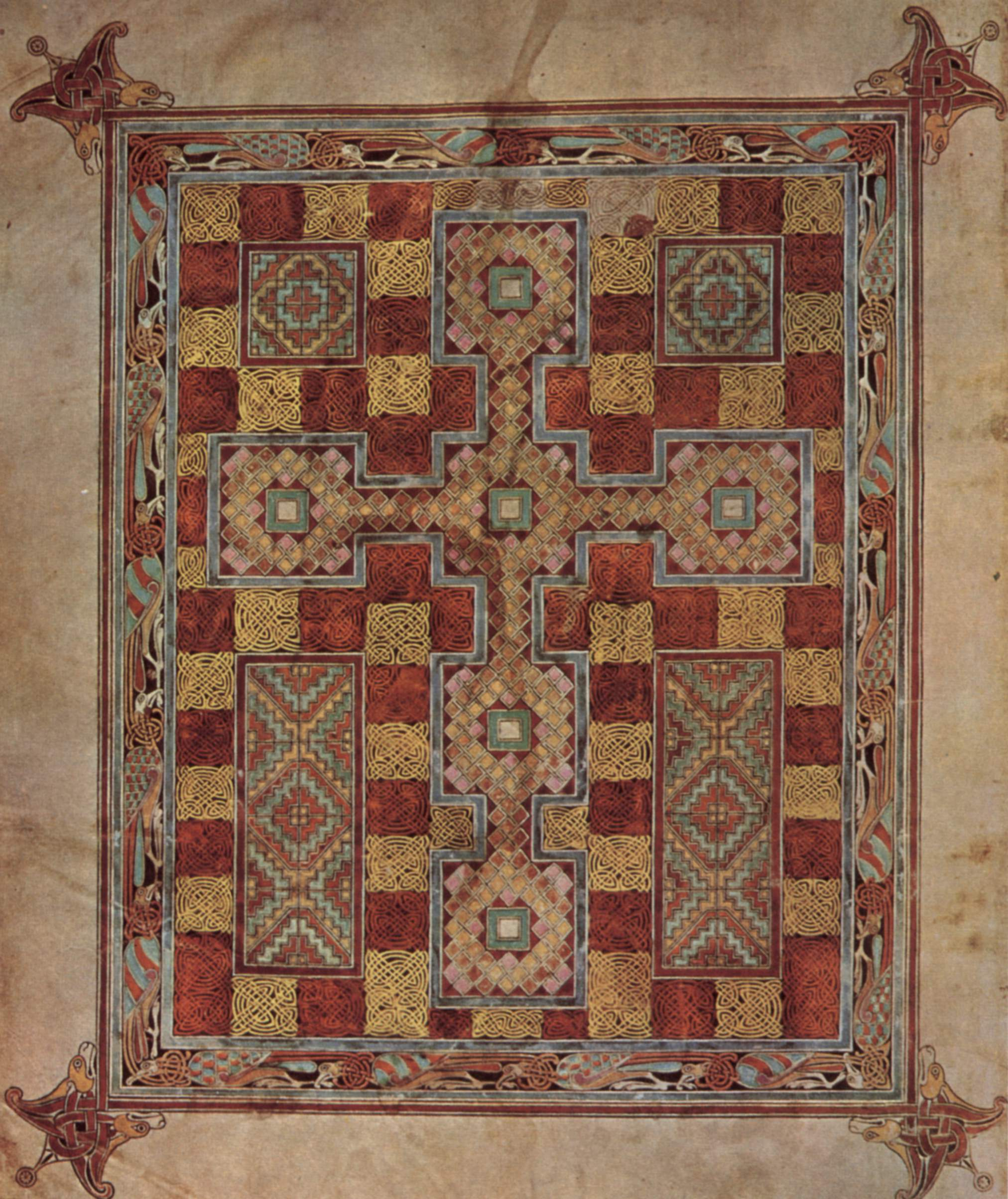
カーペット・ページの一例

各福音書の間には抽象文様で埋め尽くされたページが配されている。このページは「カーペット・ページ」と呼ばれている。また、各福音書の冒頭部分に華やかな装飾が施されたイニシャルが描かれ、その後に本文が続くような形式になっている。各章の最終節は赤インクで書かれており、それに続く新たなイニシャル装飾部分から次章が始まる目印となるようにデザインされていた。
イニシャル文字の周囲や内側にはケルト的な線による装飾がなされている。線は複雑に絡み合い、その終端部分には鳥や動物を象った装飾で結ばれているのがしばしば見受けられる。デフォルメされた鳥は特に好んで用いられたモチーフである。イニシャル文字を含む冒頭の数文字の周囲を小さな赤いドット(ルーブリケーションと呼ばれる装飾)が取り囲んでいるのもこの福音書の特徴としてあげられる。ルーフブリケーションはイニシャルを取り囲むばかりでなく、それ自体も文様を描きだしていた。
彩色には顔料が用いられた。動物や鳥、幾何学文様、花文様などのモチーフは明るい青、緑、赤で彩られ、ピンクや紫による陰影が施された。金は用いられなかったが、鮮やかな黄色により装飾に彩りが添えられた。

## 今日の論議
イングランドの北東部に福音書の原本を保管すべきだという運動が展開されているが、大英図書館の強硬な反対を受けている。ダラム大聖堂、リンディスファーン、ニューカッスル・アポン・タインやサンダーランドの博物館などを含む数カ所が収容場所として検討されている。

## 書籍
- 丸善で完全復刻版（ファクシミリ版）が購入できる。約220万円ほか。